# ハキム・ハメッシュ
ハキム・ハメッシュ（Hakim Hamech、1993年3月22日 - ）は、アルジェリアの男性キックボクサー、K-1選手。Team Nasser K所属。WBCムエタイ世界 -57kg王者（2014年）。

## 来歴
2014年2月8日、La Nuit Des Titansでサムエー・ガイヤーンハーダオと対戦し、肘打ちによって4RTKO負け。
2014年9月20日、WBCムエタイ世界-57kgタイトルを賭けてムエタイ選手のチャイチャナと対戦、1RTKO勝ちで王者になった。
2015年7月4日、K-1 WORLD GP 2015 ～-70kg初代王座決定トーナメント～にて55kg契約で武尊と対戦、ダウンを奪われて判定負け。
2015年12月4日、Krush -55kgタイトルマッチで堀尾竜司に挑戦するも判定負け。
2016年6月17日、武林風でワン・ジュングァンと対戦し判定勝ち。
2017年12月23日、Glory Of Heroesでユン・チーと対戦し判定勝ち。
2018年9月8日、ONE Fighting Championshipにおいて、ムエタイルールで小笠原裕典と対戦し1RKO勝ち。
2019年3月31日、ONE Championship: A New Eraにおいて、ムエタイルールでロッタン・ジットムアンノンと対戦し判定1-2で敗北。